# Црвени и црни
„Црвени и црни“ је југословенски филм из 1985. године. Режирао га је Мирослав Микуљан, а сценарио је написала Марија Пеакић Микуљан.

## Радња
Овај филм је инспирисан аутентичним догађајима у Лабину у пролеће 1921. године, познатим под називом „Лабинска република“.
Италија је 1921. припојила Истру, а већинско хрватско и словенско становништво разочарано је поступком Краљевине СХС која их је препустила странцима. Нагомилани социјални проблеми и све већи терор Талијана доводе до великог штрајка лабинских рудара на чијем је челу омиљени синдикални вођа Иван Пипан (М. Штрљић). Следи интервенција талијанске војске...

## Улоге
| Глумац                 | Улога                      |
| ---------------------- | -------------------------- |
| Беким Фехмију          | Иван Пипан                 |
| Милан Штрљић           | Ива Блажина                |
| Оливера Јежина         | Марија                     |
| Миодраг Мики Крстовић  | Франческо Да Ђозе          |
| Радко Полич            | Конте Тонети „Црвени Гроф“ |
| Фабијан Шоваговић      | Петар                      |
| Богољуб Петровић       | Сицилијанац Пјетро         |
| Борис Краљ             | Тоне Блажина               |
| Игор Гало              | Фашиста                    |
| Иван Бекјарев          | Директор Занини            |
| Крунослав Шарић        | Поручник Силвио Маркончини |
| Мирољуб Лешо           | Рудар 1                    |
| Звонимир Чрнко         | Поручник Гаријо            |
| Драгомир Фелба         | Комуниста из шуме          |
| Милан Срдоч            | Рудар 2                    |
| Семка Соколовић-Берток | Бетина Блажина             |
| Свен Ласта             | Гани Пардино               |
| Нада Суботић           | Домина Пербако             |
| Звонко Лепетић         | Ромеро                     |
| Асим Буква             | Фашистички заповедник      |
| Стево Жигон            | Тршћански фашиста          |
| Илија Ивезић           | Техничар Макик             |
| Веља Милојевић         |                            |
| Иван Клеменц           | Записничар                 |
| Вицко Руић             | Клаудио Рени               |
| Иво Грегуревић         | Рудар 3                    |
| Дуња Илаковац Херцог   |                            |
| Винко Краљевић         | Зането                     |
| Антун Налис            | Профашиста                 |
| Џевад Алибеговић       |                            |
| Славко Шестак          |                            |
| Аленка Ранчић          |                            |
| Раниеро Брумини        |                            |
| Иван Бибало            |                            |
| Данило Маричић         |                            |
| Јован Ранчић           |                            |
| Ненад Шегвић           |                            |
| Давор Јурешко          | Сицилијанац                |
| Славко Јурага          |                            |
| Оливера Баљак          |                            |
| Етоље Микуљак          |                            |
| Игор Влашић            |                            |
| Антун Кујавец          |                            |
| Томислав Жаја          |                            |
| Адем Идриз             |                            |
| Ирена Тојчић           |                            |
| Ранко Гучевац          | Демонстрант                |
| Мирослав Бухин         |                            |
| Павле Баленовић        |                            |
| Кемал Јахић            |                            |
| Шиме Јагаринец         |                            |
| Стјепан Шпољарић       |                            |
| Слободан Јовановић     |                            |
| Вили Филиповић         |                            |
| Лари Перушко           |                            |
| Морено Тенчић          |                            |

## Награде
- Пула 85' - Златна арена за маску Сњежани Томљеновић[3]
- Ниш 85' - Награда нишког СИЗ-а културе Милану Штрљићу за 'најхуманији лик'[3]